# Ким Хёсим
Ким Хёсим (кор. 김효심; род. 29 марта 1994 года) — северокорейская тяжелоатлетка, призёр чемпионата мира 2019 года, призёр чемпионата Азии 2019 года, чемпионка Азиатских игр 2018 года.

## Карьера
На летних Азиатских играх в Джакарте, в августе 2018 года, она стала победительницей в весовой категории до 63 кг, подняв по сумме двух упражнений 250 кг.
На чемпионате мира 2018 года в Туркмении она выступала в категории до 64 кг, но не смогла выполнить ни одной положительной попытки.
В 2019 году на чемпионате Азии в Нинбо она заняла второе итоговое место в категории до 64 кг с общим весом на штанге 249 кг.
На предолимпийском чемпионате мира 2019 года, который проходил в Таиланде, северокорейская спортсменка завоевала бронзовую медаль в весовой категории до 71 кг. Общий вес на штанге 230 кг. В упражнении рывок она стала второй (110 кг), в толкании заняла итоговое шестое место (120 кг).

## Основные результаты
| Год  | Соревнование   | Место проведения | Весовая категория | Рывок  | Толчок | Сумма двоеборья | Место |
| 2018 | Азиатские игры | Джакарта         | до 63 кг          | 113 кг | 137 кг | 250 кг          | 1     |
| 2018 | Чемпионат мира | Ашхабад          | до 64 кг          | -      | -      | 0 кг            | -     |
| 2019 | Чемпионат Азии | Нинбо            | до 64 кг          | 114 кг | 135 кг | 249 кг          | 2     |
| 2019 | Чемпионат мира | Паттайя          | до 71 кг          | 110 кг | 120 кг | 230 кг          | 3     |